# Defence-16
Defence-16, citato a volte come Defence 16, è un videogioco sparatutto a scorrimento spaziale simile a Defender, pubblicato nel 1985 per Commodore 16 dalla Probe Software.